# Hersbruck
Hersbruck is een plaats in de Duitse deelstaat Beieren, gelegen in het Landkreis Nürnberger Land. De stad telt 12.459 inwoners.

## Geografie
Hersbruck heeft een oppervlakte van 22,91 km² en ligt in het zuiden van Duitsland.

## Geboren
- Günther Beckstein (1943), advocaat en politicus (premier van Beieren 2007-2008)

Alfeld ·
Altdorf b.Nürnberg ·
Burgthann ·
Engelthal ·
Feucht ·
Happurg ·
Hartenstein ·
Henfenfeld ·
Hersbruck ·
Kirchensittenbach ·
Lauf a.d.Pegnitz ·
Leinburg ·
Neuhaus a.d.Pegnitz ·
Neunkirchen a.Sand ·
Offenhausen ·
Ottensoos ·
Pommelsbrunn ·
Reichenschwand ·
Röthenbach a.d.Pegnitz ·
Rückersdorf ·
Schnaittach ·
Schwaig b.Nürnberg ·
Schwarzenbruck ·
Simmelsdorf ·
Velden ·
Vorra ·
Winkelhaid